# Georg Küffer
Georg Küffer (* 17. September 1890 in Biel; † 14. Juni 1970 in Bad Nauheim, Hessen) war ein Schweizer Pädagoge, Schriftsteller und Mitbegründer der Volkshochschule Bern.

## Leben
Georg Küffer wuchs in Biel auf und besuchte von 1906 bis 1910 das Berner Lehrerseminar Hofwil in Münchenbuchsee. Nach Erwerb des Lehrerpatents arbeitete er für kurze Zeit als Primarlehrer in Oberried (Gemeinde Zweisimmen, Kanton Bern). Danach folgte die Ausbildung zum Sekundarlehrer.  An der Universität Bern setzte er sein Studium mit der Fächerkombination Germanistik, Philosophie und Kunstgeschichte und mit Studienaufenthalten in Berlin und München fort, das er 1926 mit der Promotion abschloss. Nach verschiedenen Stellvertretungen unterrichtete er ab 1917 an der Knabensekundarschule Bern. Von 1926 bis 1960 war er als Deutschlehrer am Lehrerseminar Hofwil tätig.
Küffer interessierte sich für Lyrik und Mundartdichtung, Sagen, religiöse und volkskundliche Themen, daneben aber auch für pädagogische Neuerungen im Schulunterricht und für die Erwachsenenbildung.
1915 erschien sein erster Gedichtband „Seelchen“, seine gesammelten Sagen publizierte er u. a. in den zwei Bänden "Lenker Sagen" (1916) und "Sagen aus dem Bernerland" (1925). Bis Mitte der 1960er-Jahre verfasste er zahlreiche weitere Gedichtbände, Erzählungen, Theaterstücke, pädagogische Texte und war als Mitarbeiter des Schweizerischen Jugendschriftenwerks tätig.
Geprägt von den Ereignissen des Ersten Weltkriegs und vom Landesstreik 1918 und beeindruckt von der Volkshochschulbildung, die er auf einer Studienreise in Schweden und Dänemark kennen gelernt hatte, setzte Georg Küffer sich 1919 für die Gründung einer Volkshochschule in Bern ein. 1919 war er Mitglied der Kommission für Volkshochschulbestrebungen, danach erster Sekretär des im Dezember 1920 gegründeten Vereins Volkshochschule Bern und Redaktor der Zeitschrift Die Volkshochschule Bern. In den ersten Jahren nach der Vereinsgründung bis 1924 arbeitete er eng mit dem Bildhauer Karl Hänny zusammen, der dem Verein von 1920 bis 1939 als erster Präsident vorstand. Ab Mitte der 1920er-Jahre zog er sich aus dem Verein und der Redaktion zurück.
Mit Hilfe der Volksbildung wollte Georg Küffer die politisch-gesellschaftliche Polarisierung überwinden. Durch Schulung des Geistes- und Seelenlebens und mit verstärkter Teilnahme aller am Kulturgut bezweckte er die Schaffung einer "wahren Kulturgemeinschaft aller Volksschichten". Insbesondere die Arbeiterschaft sollte durch Bildung besser in die nationale Gemeinschaft eingebunden werden.
Georg Küffers Nachlass befindet sich in der Burgerbibliothek Bern. Er enthält, nebst umfangreicher Korrespondenz (u. a. von Otto von Greyerz und Simon Gfeller) auch Entwürfe und Manuskripte seiner Publikationen, Materialien zu seiner Tätigkeit für die Volkshochschule sowie persönliche Unterlagen.

## Auszeichnungen
- Buchpreis der Stadt Bern,[4] 1950

- Auszeichnung des Gemeinderats von Biel für den Gedichtband in Bieler Mundart „Mundartgedicht“ (1948)